# عملة جيتال

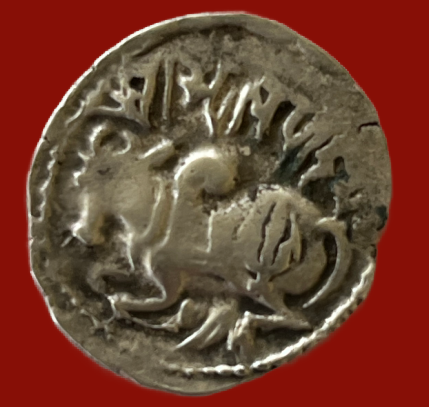
كابول شاهي 750–900. وجه العملة: نقش شارادا: سري سبالاباتي ديفا (الإله المشع سبالاباتي). فضة 3.55 غرام. قطرها 20 ملم. تاي #4.

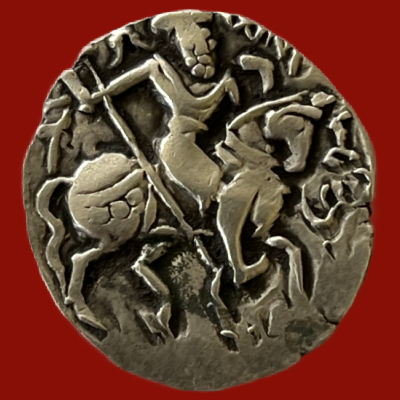
الوجه الآخر: آثار الكتابة البخترية على يمين رأس الفارس. تاي #4.

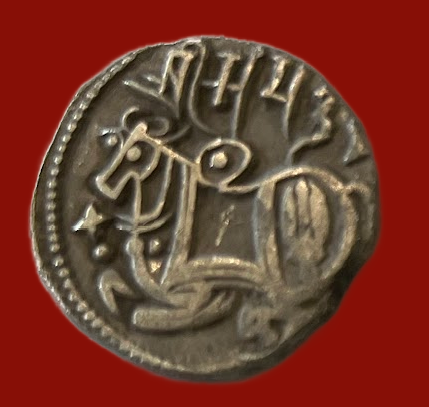
كابول شاهي 850–1000. الوجه: ثور راقد مع جولا، تريشولا على الردف. نقش شارادا سري سامانتا ديفا (المشع سامانتا الإله). فضة 3.21 غرام، قطر 18.5 ملم. دار سك العملة غاندهارا-أوهيند. تاي #14

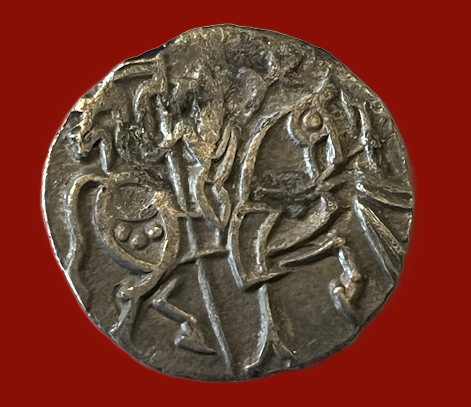
العكس: الفارس يحمل الرمح على حصان مزين. النقش: بهي. فضة 3.21 غرام، قطر 18.5 ملم. دار سك العملة غاندهارا-أوهيند. تاي #14

الجيتال عبارة عن عُملة فضية أدخلها شاهيس كابول حوالي عام 750 ميلادي.

## تأريخ
يستخدم علماء العُملات مصطلح "جيتال" (أصل غير مؤكد) للعُملات المعدنية المشتقة من ثور الشاهي وفارسه من خلال خطوة أو أكثر من الخطوات التطورية. تُصحب العملات الفضية بعملات نحاسية من فئة أقل، غالبًا ما تُضرب بنفس القالب. نُسخ تصميم الثور والفارس (انظر الصور على اليمين وأسفل) وتكييفه من قِبل السلطات الهندوسية والإسلامية اللاحقة في العصور الوسطى في الأراضي المقابلة لأفغانستان، باكستان، وشمال غرب الهند الحديثة وما بعدها في نهاية المطاف. يُنسب إلى الجيتال، الذي اصدر بأعداد هائلة، ربما مئات الملايين، من قِبل شعب شاهي الهندوسي، الفضل في توسيع النطاق الجغرافي للاقتصاد النقدي في الهند في العصور الوسطى. قُديرت الجيتالات التي تصور الثيران والفرسان لمحتواها الفضي الموثوق، وتداولت على طول طرق التجارة من مصدرها الأفغاني إلى شمال شرق أوروبا.
بعد فترة شاهي، حلت عملة راجبوت بيليون جيتال المصنوعة من الفضة الممزوجة بالنحاس محل عُملة جيتال الفضية، وهي سبيكة استمرت في استخدامها في سك العملات المبكرة لحكام دلهي المسلمين على أساس عملة التاكا الفضية أو التانكا. خلال القرنين الحادي عشر والثاني عشر، صدرت عملات الثيران والفرسان في وقت واحد من قبل الغزنويين والتوماراس والشوهانيين من دور سك مختلفة. ربما يكون هذا هو السبب وراء استخدام اسم الملك المصدر على ظهر العملات المعدنية، سمة من سمات الغزنويين والجيطاليين اللاحقين. قدم التوميش، مؤسس سلطنة دلهي، نظام سك العملات في دلهي: التانكا الفضية والجيتال النحاسي. في عهد السلطان المملوكي الثامن محمود الأول (1246-1266)، كان متوسط المليار جيتال يحتوي على 14.4 حبة من الفضة، مما دفع رايت (1936) إلى التخمين بأن هذه الجيتالات المبكرة لسلطنة دلهي قيمتها 1/12 من التانكا. في وقت لاحق، قُييم الجتال بشكل مختلف عند 1/48، 1/50، 1/60، و1/64 من التانكا، والجتال، بدوره، يتكون من غاني من فئة أقل. تباين عدد الغاني المتكون منه الجيتال، في بعض الحالات بناءً على محتوى الفضة في الجيتال وقِيم الغاني لم تكن متناسبة مع محتواها من الفضة غالبًا ما تكون غير معروفة. يذكر رايت وجود عملات معدنية من فئات أكبر من 2، 3، 4، 6، و12 جيتال (ربع تانكا). أصدر سلاطين دلهي أيضًا عملات نحاسية ربما كانت قيمتها ربع جيتال. وأدى عدم استقرار قيمة نظام العملة التانكا إلى أزمة في عهد السلطان محمد بن تغلق (1321-1351) عندما قدم عملات معدنية تمثيلية من النحاس والبرونز يمكن استبدالها بكميات ثابتة من الذهب والفضة من خزانة السلطنة. وأدى هذا إلى خلق الظروف المناسبة للتزوير المتفشي، مما دفعه إلى سحب النظام خلال ثمانية أيام، وإعادة شراء عملاته النحاسية. كما اصدر جيتال أيضًا في جنوب شبه القارة. في أوائل القرن الخامس عشر، ذكر سفير إيلخاني إلى فيجاياناجار (كارناتاكا) وجود ثلاثة أنواع من العملات المعدنية المستخدمة هناك: سبيكة الذهب والفضة الخالصة والنحاس.

## العناصر البصرية للجيتال
يظهر على النموذج الأولي لشاهي، الوجه الآخر للعملة أحدبًا جالسًا زيبو الثور مع نص شرادة نَقش أعلاه مع حدود منقط. هناك حصان وراكب على العكس. هو رايات الثور مع جولا (قماش السرج)، لديه تريشولا (ترايدنت مقدس) على ردفه وجسم على شكل نجمة يتدلى من رقبته. كرمز للهندوسية الأكثر ارتباطا مع شيفا، يؤسس التريشولا الثور على أنه ناندي، جبل شيفا والمحب. جيتال من تشانديلا الحاكم سالاكشانا-بالا-ديفا, توماراس تتميز أنانجا بالا ديفا وغيرها بمجموعة متنوعة من العلامات على الجولا, تَظهر الأرقام على جولا جيتال الصادرة عن دلهي راجاس, بينما توجد نقوش كوفية صغيرة على جولا لبعض جيتال الغزنوي. يُثبت على الحصان حزام خلفي به ثلاث أو أربع حبيبات دائرية ويحمل الفارس رمحًا به بينون يلوح. يتميز النقش فوق الثور بلغة معادلة مثل Śrī سبالاباتي ديفا (اشعاعا سبالاباتي الله) وفي وقت لاحق, سامانتا ديفا. سبالاباتي يعني "رب الحرب" (من الفارسية سبالا, الجيش + السنسكريتية باتي سيد) و زيمانتا"الحاكم" أو "اللورد الإقطاعي"، وبالتالي تشير العملات المعدنية إلى عناوين عامة بدلًا من أشخاص محددين، على الرغم من احتمال وجود ملك شاهي هندوسي يسمى سفمند (حوالي 850-870 م). على عملات سبالاباتي، يرتدي الفارس ترسًا يشبه العمامة مع كرة في الأعلى بينما في عملات سامانتا اللاحقة، يكون رأس الفارس منمقًا، يشبه الصليب. يمتد نص باخترياتي محرف عبر الهامش أمام الفارس الذي يفسره البعض على أنه إسباهباد، المكافئ الفارسي لسبالاباتي. صورة من الثور المقدس، التي تظهر الرجولة والسلطة، تُضخيم الألوهية المنسوبة للسلطة المصدرة وربما كان يعني تأكيد السيادة الهندوسية على سلفهم التركي شاهي أو ضد تعدي الحكام المسلمين المجاورين. لن تكون هذه هي المرة الأخيرة التي ينشئ فيها الحكام في هذه المنطقة الحدودية المتنازع عليها تمثيلًا ذاتيا للنقود مع التركيز على الجيران الأقوياء. يعمل تداول العملات المعدنية أيضا على إعادة رسم الحدود الثقافية. استمر ثور شيفا مع تريشولا كجهاز على العملات المعدنية الصادرة عن الحكام المسلمين في أماكن بعيدة مثل الخلفاء العباسيين في العراق, (على الرغم من أن البعض يعتقد أن هذه عملات معدنية هندية مسكوكة باسم الخلفاء العباسيين). فيل الحرب، وهو سمة عسكرية هندية يتبناها الحكام المسلمون، يحل أحيانا محل الثور. جيتال الصادرة عن السلطات الإسلامية ظهرت ثنائية اللغة Nāgarī/اللغة الفارسية نقوش أو تستخدم الفارسية أو نرججار وحدها. أعطى التنفيذ الماهر لصور جيتال ذات المحتوى الفضي العالي المبكر الطريق إلى عملات معدنية من صنع أكثر فظاظة ومحتوى فضي أقل أو معدوم بمرور الوقت وعند إصداره بواسطة دار السك على الهوامش الجغرافية. يسمي العكس أحيانا الحاكم المصدر ويحتوي على حرف واحد نgar مثل أ, قو, ك, بهيأو م أو أي جهاز آخر بجانب الفارس يشير، لكل بهاتيا (1973) الأسماء الصحيحة لحكام شاهي، أو لكل تاي (1995)، شارة سك المدن. امتد عزر الفارس المسلح إلى ما وراء جيتال إلى طوائف أخرى مثل تانكاس الذهب وربع تانكاس من محمد الغور، الذي أصدر أيضا جيتال (انظر غوريد جيتال أدناه). يستخدم الفارس الموجود على هذه الدبابات صولجانًا أو فأسًا أو سيفًا بدلًا من رمح. الصولجان (داندا) هو رمز قديم للسيادة في الهند. يجادل سينغ بأن اختيار الأسلحة المصورة على العملات كان له وظيفة دعائية، للتحقق من صحة الحكام الأتراك الجدد ونظامهم الإسلامي للسكان الخاضعين.

## جيتال كدليل ضد الفترات "الهندوسية" و"الإسلامية" الثابتة في المناطق الحدودية في جنوب آسيا

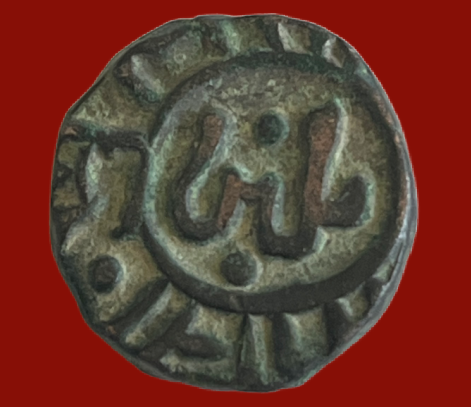
جيتال ثنائي اللغة. سلطنة دلهي سلالة المماليك. غياث الدين بلبان 1266–1287. العكس: بلبن (فارسي) في الوسط. سري سلطان جياس الدين (ناغاري) في الهامش. رقم #409.

منذ أوائل العقد الأول من القرن الحادي والعشرين، فتح علماء التأريخ الهندي مناهج جديدة تعمل على تقويض طرق التفكير الاستعمارية والقومية على أسس طائفية. بالنسبة لـ "فلود" (2009)، فإن العملة المعدنية التي تحمل صورة الثور والفارس تُمثل تحديًا للافتراضات الطائفية الشائعة لدى المؤرخين وعلماء الاجتماع وأمناء المتاحف. صدر هذا المخطوط من قِبل السلطات الهندوسية والمسلمة، ويتضمن زخارف هندية وإيرانية، ونقوش ثنائية اللغة بالفارسية النجارية، وأنظمة أوزان متغيرة بناءً على المعايير الفارسية والهندية. يهدف هذا المخطوط إلى تحدي هؤلاء العلماء الذين يقسمون المجتمعات ما قَبل الحديثة عبر الثقافات والتحف الخاصة بها إلى فئات منفصلة بشكل مصطنع من الفترات الإسلامية والهندوسية. يقدم هذا الدليل المادي دليلاً على أن مثل هذه الفئات الثابتة والمنفصلة لا تُمثل بشكل صحيح المجتمعات المتنقلة، المتغيرة، المتنوعة، العالمية، والمتعددة اللغات في المناطق الحدودية في جنوب آسيا. يقترح فلود أيضًا أن العملات المعدنية ليست مجرد وسيلة للتبادل ولكنها أيضًا وسيلة لتداول الأفكار. يُقدم روبرت تاي تقييمًا مشابهًا للنقطة الأخيرة التي ذكرها فلود استنادًا إلى دراسته للعُملة الهندية الفارسية، يزعم أن "الشعوب المتحدة في استخدام نوع معين من العُملة من المرجح أيضًا أن تتبادل الأفكار حول كيفية استخدام هذه العُملة وتغييرها وتطويرها.
يتجلى التعدد اللغوي في وجود تسعة وستين حرفًا فريدًا في كتالوج تاي مكتوبة بلغتين تمتدان إلى فترة شاهي عندما ظهرت الكلمة العربية للعدالة، عدل، على تاي رقم 23، وحتى نهاية سلطنة دلهي عندما تضمنت عملة تاي رقم 451 لمحمد الثالث (1325-1351) عبارة سري محمدا بخط ناجاري. بالإضافة إلى اللقب الهندي الفارسي Spalapati على أقدم العُملات المعدنية، فإن عددًا كبيرًا من الجيتالات تحتوي على مصطلحات عربية هندية مثل Hamira للقب Amir، واللقب الهندي Sri المترجم إلى العربية والمضاف إلى الأسماء والألقاب العربية مثل Sri Sultan وSri Shah وSri Hamira وSri Muhamada، إلخ. في حين أن معظم الجيتالات التي تحمل تواريخ صادرة عن حكام مسلمين منقوشة بالسنوات القمرية الهجرية أو الإسلامية، فإن عملات محمد خليجي ذات 2 الغاني تتميز باستخدام تواريخ Vikram Samvat الشمسية في Nagari.
التمثيل المندمج للثور والفارس في حد ذاته دليل على التهجين باعتباره الحالة المستمرة لكل تشكيل ثقافي بشري حيث لا توجد مناطق من النقاء الثقافي ولكن حالة مستمرة من الاقتراض والإقراض. الثور أحد الرموز الأساسية للهندوسية البراهمية منذ أقدم الفيدا (حوالي 1500-1000 قبل الميلاد)، يرتبط بإله السماء إندرا الذي يُعبد باعتباره "الثور مع الثيران"، أي الماروت (آلهة العاصفة)، ورودرا، الذي يُمدح باعتباره "الثور العالي". يظهر الثور ورمز نانديبادا أو التورين لبصمة حافر الثور في أقدم العُملات المعدنية المثقوبة في شبه القارة. عُثر على ثيران جالسة، مُتطابقة تقريبًا مع تلك التي تظهر على الجيتال، على عملات هاريكيلا (حوالي 630-1000م) في الهند وليتشافي (حوالي 576-750 م) في نيبال. ارتبطت أراضي أفغانستان المعاصرة بالخيول وركوب الخيل منذ العصور القديمة عندما كان رسم الفارس هو الرسم العالمي للعُملات المعدنية في المنطقة، مع استمرار الاستخدام من قِبل الهنود السكيثيين والهنود البارثيين. يُعتقد أن الجيتال سهل تجارة الخيول من خلال النقابات العاملة بين مساحة شاسعة من آسيا الوسطى إلى شمال الهند. وبغض النظر عن الانتماء الديني للجهة المصدرة أو النصوص اللغوية المستخدمة على عُملاتها المعدنية، فإن عُملات الثيران والفرسان هي من آثار التعددية التي لا يمكن فصلها، ناهيك عن إسنادها إلى فترات هندوسية أو إسلامية متجانسة ظاهريًا. انتقد موخيا (2004) المؤرخين الطائفيين والقوميين على حد سواء لوضعهم قدرًا كبيرًا من التركيز على النخب والتركيز بشكل كبير على الصراعات الثقافية المستمرة أو، بدلاً من ذلك، على التكيف المتبادل، ولكن في كلتا الحالتين قاموا بإسقاط الأطر والتفاهمات السياسية الحديثة بشكل غير مناسب على الشعوب ما قبل الحديثة، وخاصة الأغلبية السكانية خارج الطبقات الحاكمة وإداريها.

## تحديد عملات الجيتال

### التجمعات الرئيسية
يمكن لتقييم الوزن والتقييم البصري تحديد الفئات الأساسية للجيتال. هناك قسمين رئيسيين. تتكون المجموعة الأولى من عُملات معدنية مصورة، تظهر في الغالب ثورًا وفارسًا، تُظهر أيضًا أسودًا وفيلة. أما العُملات الثانية فهي عُملات "تحطيم الأيقونات" التي أصدرها الحكام المسلمون والتي لا تحتوي على أي صور تصويرية (إن صنع صور للكائنات الحية أمر مثير للجدل في الإسلام) ولكن تحتوي فقط على النصوص والأجهزة الهندسية.

نظم ماكدويل (1968) مدينتي كابول وغاندهارا في ثلاث مجموعات رئيسية تتميز بالخصائص التالية:
أولا: عُملات فضية عليها كلمة "سري سبالاباتي ديفا"، ضُربت بوزن يتراوح بين 3.1 و3.5 غرام. مع محتوى موحد بشكل ملحوظ من 70 في المائة من الذهب والفضة مع الأنواع ذات الطراز الجيد، ونقش عكسي بخط متصل نسخ بأمانة ولكن سوء فهمها بشكل تدريجي.

 الثاني: عُملات فضية عليها Śrī Sāmanta Deva، ضُربت بوزن أقل قليلاً بين 2.9 و3.3 غرام. مع معدن جيد ولكن بتنوع أكبر في النقاء يتراوح بين 61 إلى 70 في المائة، الذهب والفضة. لا يزال نقش العكس موجود الآن كتصميم منمق، ونُسخت الميزات الأخرى للأنواع وسوء فهمها بشكل تدريجي.

 ثالثا: عُملات بيليون تحمل صورة سري سامانتا ديفا ضُربت وفقًا لمعيار وزن جيد ولكنها الآن مجرد بيليون تحتوي على نسبة من الذهب والفضة تتراوح بين 25 إلى 30 في المائة. هناك تدهور حاد آخر وأسلوب تقدمي في التصميم.
قسم بهاتيا (1977) عُملات الثيران والفرسان لسلاطين الغزنويين إلى ثلاث سلاسل:
السلسلة الأولى- عُملات معدنية من نوع الثور/الفارس تحمل اسم مسعود ومودود منقوشين بأحرف كوفية فوق رأس الحصان الخلفي.

 السلسلة الثانية- عُملات معدنية من نوع الثور/النقش العربي، طُرح لأول مرة في عهد السلطان مودوب بن مسعود الأول (1041-1050).

 السلسلة الثالثة- إصدارات مجهولة من نوع الثور/الفارس

### المطابقة مع أنواع الكتالوج
في كثير من الأحيان يُمكن التعرف على العُملة المعدنية الدقيقة عن طريق مطابقة النقش والتصميم لنوع العملة المدرجة في الكتالوج. يتضمن كتاب روبرت ومونيكا تاي "جيتال" لعام 1995: كتالوج وحساب لفئة العملات المعدنية المستخدمة يوميًا في أفغانستان وشمال الهند في العصور الوسطى، رسومًا توضيحية واضحة وإسنادات وسياقات لـ 418 نوعًا من الجيتال يمكن لعلماء العُملات الرجوع إليها لمطابقتها وتحديد العُملات المعدنية. ومن بين الكتالوجات المفيدة الأخرى عُملات التوجيه لعام 1977 وقيمها التي وضعها مايكل ميتشنر، وعُملات السلطنة الهندية لعام 2001 التي وضعها جورون وجوينكا، وكلاهما يتضمن صورًا فوتوغرافية للعُملات المعدنية.
إن التحدي الخاص هو أن النقش غالبًا ما تكون خارج حدود العُملة المعدنية جزئيًا، مما يدفع علماء العُملات إلى التخمين بشكل مدروس بناءً على الأجزاء المرئية من النقش. سلط فرانسيسكو بالوماريس بوينو الضوء على التفاصيل الدقيقة لتسع عُملات معدنية يصعب التمييز بينها للمساعدة في التعرف على العُملات المعدنية بشكل أكبر.

### موعد الجيتال
بعض الجيتال تعرض سنة الإصدار. تُظهر معظم هذه العملات التقويم الهجري الإسلامي القمري الذي يرمز له علماء العملات بـ AH، أي Anno Hegirae ، أو سنة تأسيس أول مجتمع إسلامي، بينما تُظهر بعض العملات التقويم الساكا الهندي الشمسي. تَظهر التواريخ على شكل أرقام، أو في حالات أقل شيوعًا، مكتوبة. بالإضافة إلى الإرشادات العامة لقراءة النصوص العربية والفارسية الموجودة على العُملات المعدنية، يُقدم كتاب بلانت " العملات العربية وكيفية قراءتها" (2019) تعليمات لقراءة تواريخ العملات الهجرية وتحويلها إلى تواريخ تقويم العصر الشائع. يُقدم تاي وتاي (1995) مخططًا مفيدًا للأرقام الهندية الإسلامية في القرن الرابع عشر والأرقام النجارية في القرن الثالث عشر للمساعدة في التعرف عليها، خاصة تختلف الأرقام شبه القارية في العصور الوسطى عن المعايير العربية أو الفارسية.
بالنسبة لعملة معدنية غير مؤرخة، من الممكن تحديد نطاق السنوات التي صدرت فيها إذا كانت الجهة المصدرة محددة بوضوح وإذا كانت تواريخ بداية ونهاية حكم تلك الجهة معروفة من السجل التأريخي. عندما تكون التواريخ الواضحة أو سلطة الإصدار مفقودة أو غير واضحة، يمكن في بعض الأحيان تحديد التسلسل الزمني النسبي للعُملة المعدنية من رواسب العُملات الأثرية من خلال فحص البيانات مثل نطاقات الوزن، حجم الفلان، طرق التصنيع، التصميمات، العلامات الأخرى، التركيب المعدني، الضربات الزائدة (خاصة عندما تكون التصميمات القديمة والجديدة واضحة)، وعلامات التآكل بالنسبة للعملات المعدنية الأخرى في الاكتشاف والتي تشير إلى طول التداول النسبي، وما إلى ذلك.

### دار سك العملة
تتضمن قوائم كتالوجات تاي و تاي (1995)، وGoron & Goenka (2001)، وMitchiner (1977) دور سك العُملة المعروفة (حيث يكون اسم الدار منقوشًا بشكل واضح على العملة المعدنية) ودور السك المحتملة التي سُكت العملات فيها. يُقدم توماس (1847) ترجمة من العربية إلى الإنجليزية لأسماء المدن المنقوشة على العُملات الغانية، مما يساعد في التعرف عليها.
| شكل الرأس | الخطم | ندبة   | جهول (قماش السرج) | حدبة  | الردف     | حدود   | قرون   | آذان   | عيون  |
| --------- | ----- | ------ | ----------------- | ----- | --------- | ------ | ------ | ------ | ----- |
| مدور      | مدور  | حبيبات | عادي              | فارغ  | تريشول    | لا شيء | كبير   | لا أحد | واحد  |
| مربع      | مربع  | عادي   | حدود مزدوجة       | كريات | رموز أخرى | كريات  | صغير   | صغير   | اثنين |
| —         | مدبب  | —      | رقم               | —     | —         | —      | لا شيء | —      | —     |
| —         | معقوف | —      | علامات أخرى       | —     | —         | —      | —      | —      | —     |

## الجيتال في التاريخ: مشكلة الشاهي
تَقدم سك العملات في الهند، يعود تأريخها إلى حوالي 2500 عام، دليلاً ماديًا على وفرة أو ندرة المعادن المختلفة، أسماء السلطات الحاكمة وتواريخها في بعض الأحيان ومواقع سكها، اللغات المكتوبة المستخدمة، الانتماء الديني، حالة علم المعادن، أنظمة الوزن، أنظمة العملة، والقيم الثقافية. في شبه القارة الهندية، انقطعت ممارسات سك العُملة الأصلية بسبب سلسلة من الغزاة- اليونانيين، الأتراك، المغول، والفرس- الذين فرضوا ممارسات سك العملة الخاصة بهم بشكل مختلف، أو تكيفوا مع ممارسات سك العملة الأصلية أو أثروا عليها، مما أدى إلى إنشاء ما يمكن اعتباره حوارًا دائمًا في العملات المعدنية. عندما تكون المصادر النصية متناقضة أو غير كاملة أو مفقودة، كما هو الحال غالبًا في التأريخ المبكر للهند، يمكن أن تكون العملات المعدنية الدليل الأساسي أو الوحيد للحقائق التاريخية، تتجاوز الاستنتاجات النقدية تأكيد النتائج التاريخية لتسليط الضوء على ممارسات الحكومة وأنشطة السوق التي كُشف عنها بشكل فريد من خلال العُملات المعدنية. في حالة جيتال شاهي، فإن النقوش المأخوذة لأسماء الملوك لا تتوافق مع قوائم الملوك المعروفة من المصادر الأدبية. تشكل هذه التناقضات ما يسمى بـ "مشكلة الشاهي".
تحتوي قائمة البيروني (حوالي عام 1030) لملوك الهندو شاهي أدناه على عدد قليل من التشابهات مع الأسماء أو الألقاب الموجودة على العُملات المعدنية. يبدو أن ساماند (الذي يكون اسمًا ومن المرجح أن يكون لقبًا) يتوافق مع سامانتا ديفا ويتوافق بهيم مع سري بهيما ديفا ولكن الباقي لا يظهر ممثلاً على أي عُملات معدنية. تَظهر أسماء سري خودافاياكا (حاكم كابول المحتمل بعد عام 870) وسري فاكا ديفا على العُملات المعدنية وليس في القائمة. نُسخت عُملة خودافايكا لاحقًا (حوالي 920-95) من قِبل أمراء الصفار في بنجهير. يقدم كتاب راجاتارانغيني لكلانا في القرن الثاني عشر أدلة تدحض قائمة البيروني، مؤكدًا أن كلار هو قراءة خاطئة للاسم اللاحق كامالاكو (كامالو) وأن سامانتا غير معروف في أي حالة أخرى كاسم، وأن هذا مجرد لقب. لم يتمكن المؤرخون وعلماء العُملات من حل هذه التناقضات.

## المدة المتنازع عليها
وفقًا لكينينجهام (1894)، استُخدم فئة الجيتال وشكل العملة المعدنية لمدة 750 عامًا، استمرت حتى عهد راجا كانجرا، تريلوكا تشاندرا (1420-1450)، ادعى كانينجهام خطأً أنه كان معاصرًا لجهانجير (1605-1627). يذكر علماء آخرون أن نظام إيرادات الأراضي الزابِتة لأكبر كان يُقَيَّم بالدام والجيتال. بعد اعتماد نظام العُملة الروبية الذي قدمه شير شاه خلال فترة حكم إمبراطورية سور، لم يصدر أكبر عُملات جيتال، وفقًا لمعظم الروايات، لكنه احتفظ بالجيتال كقيمة حسابية تمثل 1/25 من دام نحاسي و1/1000 من الروبية. هذا الجدول الزمني المقبول معقد بسبب وجود عُملة نحاسية واحدة تحمل نقش "جيتال" و"سنة (سنة ملكية) 43 لأكبر"، مما يثبت جيتالًا فعليًا في عام 1599 يتوافق مع الوزن النظري لـ 1/25دام. البايزا النحاسية لشير شاه ممثلًا مباشرًا للمليار جيتال، لكن أكبر لم يتبن هذه الفئة من نظام العُملة الروبية لشير شاه. نشر تاي وتاي كتالوجًا وحسابًا لعملات جيتال في عام 1995 الذي يوثق أحدث العُملات مثل عملات محمود جاونبور 1440-1457م. بناء على هذا الحساب فإن الجيتال كعُملة معدنية قيد الاستخدام منذ حوالي 600 عام. يؤدي قبول الجيتال النحاسي الوحيد لعام 1599 والاستمرار في استخدام الجيتال كقيمة افتراضية في العصر المغولي إلى تمديد فترة استخدام الجيتال إلى ما يقرب من 850 عامًا.

## القوة الشرائية للجيتال
هناك حاجة إلى مزيد من البحث في الأسواق وسياسة العُملة لتحديد القوة الشرائية للجيتال في العصور السابقة لسلطنة دلهي.
التوميش (1192-1236)، مؤسس سلطنة دلهي، بيع كعبد عندما كان صبيًا، اشتراه فيما بعد القائد الغوري قطب الدين أيبك (الذي كان عبدًا لمحمد الغوري) مقابل 100 ألف جيتال. قُبل هذا العرض بعد عامين من رفض تجار الرقيق عرضًا بـ 1000 قطعة ذهبية مقابل إلتوميش.
نظم سلطان دلهي علاء الدين الخلجي (1296-1316) أسعار المواد الغذائية الأساسية والسلع الأساسية لمنع المجاعة، تثبيط التخزين، زيادة الإيرادات الضريبية، القضاء على الرشوة، وضمان حصول أفراد جيشه على رواتبهم في الوقت المحدد وقدرتهم على العيش على رواتبهم. كان من الممكن خسارة المعارك إذا ترك أي جزء من القوة العاملة الإمبراطورية العمل بسبب عدم الدفع. راتب الفارس الذي يمتلك حصانه الخاص 235 تنكًا في السنة أو 19 1/2 تنكا في الشهر (936 جيتال). تظهر أسعار سوق دلهي خلال هذه الفترة من الاستقرار الاقتصادي والسياسي أدناه: لمزيد من الخلفية، راجع إصلاحات السوق في عهد علاء الدين الخلجي. في هذا الوقت، كان وزن الرائي الواحد 24 تولة (1.25 كغم/2.8 رطل)، و40 رائيًا صنعوا ماوندًا واحدًا.
| سلعة          | وزن       | سعر      |
| ------------- | --------- | -------- |
| حلوى السكر    | 1 رائي    | 2 جيتال  |
| سكر خام (جور) | 1 رائي    | .5 جيتال |
| زيت المصباح   | 3 رائين   | 1 جيتال  |
| السمن         | 1 رائي    | .5 جيتال |
| ملح           | 5 رائين   | 1 جيتال  |
| البصل والثوم  | 1 رائي    | 1 جيتال  |
| الشعير        | لكل ماوند | 4 جيتالز |
| قمح           | لكل ماوند | 7 جيتالز |
| أرز           | لكل ماوند | 5 جيتالز |
| العدس         | لكل ماوند | 5 جيتالز |

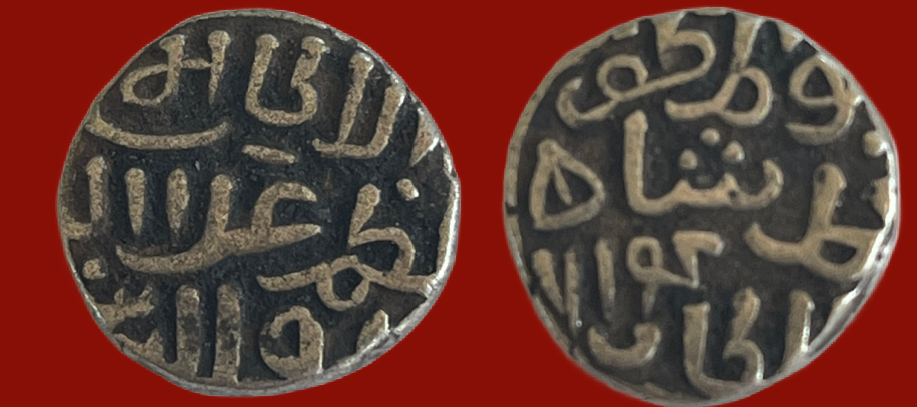
سلطنة دلهي. علاء الدين الخلجي 1314م. الوجه: السلطان الزام على الدين والنية والدين. العكس: أبو المظفر/ محمد شاه/ السلطان 714 [سنة هجرية]. فضة 3.62 غرام. 16 ملم. رقم الطرد 418.

خلال عهد سلالة توغلوق (1320-1413)، زُرع سبعة أنواع من العنب في دلهي وتباع بـ 1 جيتال لكل سير (حوالي 25 رطل/11.34 كغم). في عهد محمد بن تغلق (1325-1351)، ارتفعت الأسعار بشكل كبير بسبب الجفاف، المجاعة، سوء الإدارة، والتمرد المستمر.

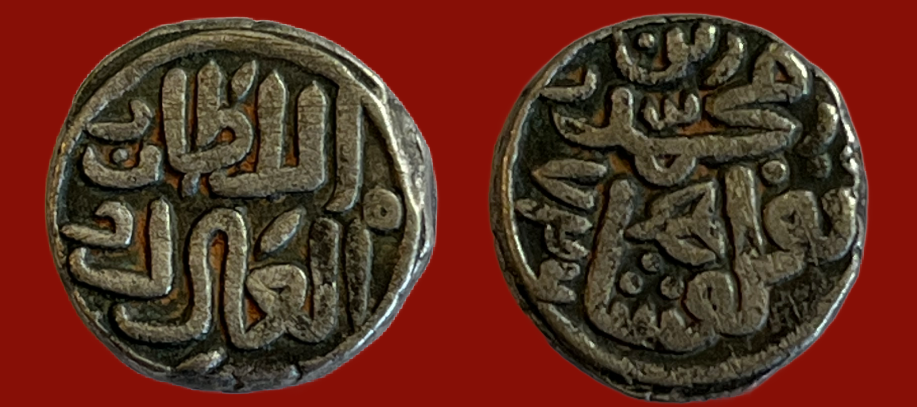
سلطنة دلهي. محمد بن تغلق 1327. الوجه: السلطان/العادل. الوجه الآخر: ابن/محمد/ تغلقشاه 727 [سنة هـ]. بيلون 3.7 غرام. 41% فضة. قطرها 14.5 ملم. تاي 441

| سلعة       | وزن       | سعر      |
| ---------- | --------- | -------- |
| حلوى السكر | 4 رائين   | 8 جيتالز |
| سكر        | 5 رائين   | 8 جيتال  |
| الشعير     | لكل ماوند | 8 جيتالز |
| قمح        | لكل ماوند | 12 جيتال |
| أرز        | لكل ماوند | 14 جيتال |

## تغيير أنظمة وزن المعادن والعملات المعدنية والأوزان في السياق السياسي

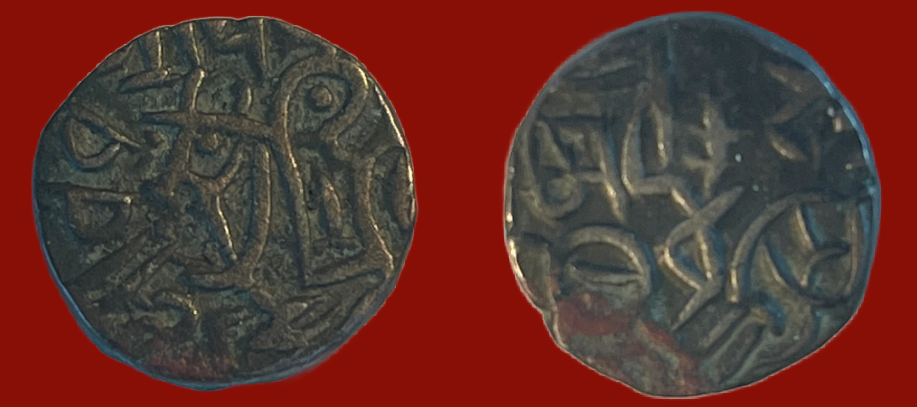
توماراس دلهي. مادانا بالا 1144-66. O: الثور، سري سامانتا ديفا. R. فارس، سري مادانا بالا. بيلون 3.4 غرام. 15 ملم. دار السك: (دلهي). تاي #45.

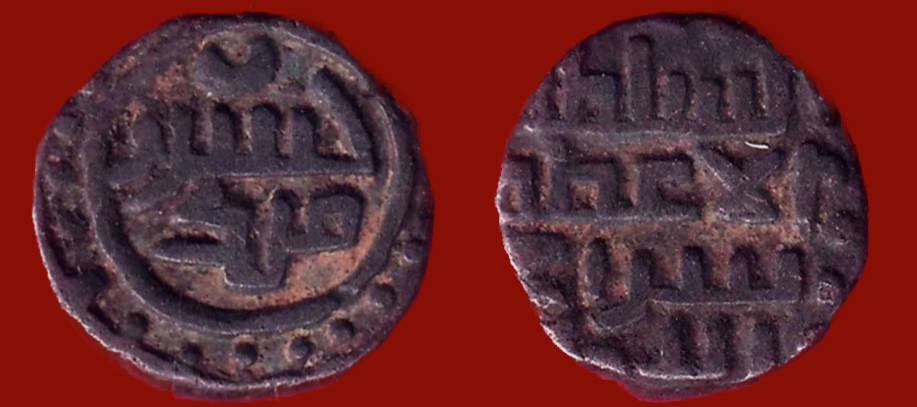
الغزنويين. خسرو مالك 1160-86. الوجه: هلال فوق خسرو مالك، محاط بدائرة وحبيبات مستديرة. العكس: السلطان/ الأعظم/ سوراج/ الدولة. بيلون 3.3 غرام. قطرها 15 ملم. دار السك: (لاهور). تاي 120.3

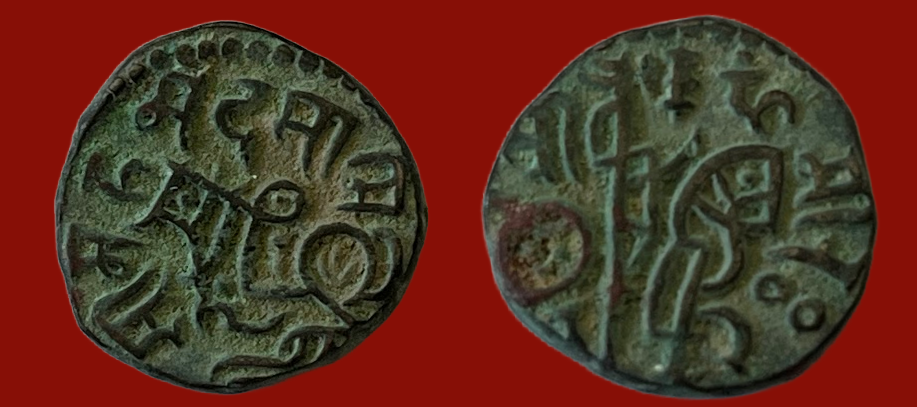
الغوريون الغوريون. محمد بن سام 1173-1206. Obv: الثور مع تريشولا، Śrī MaHaMaDa SaMe أعلاه. العكس: الفارس سري حميرة (اللقب العربي السنسكريتي "أمير"). النحاس المحتوي على الرصاص (ظاهريا من اللون الأبيض) 3.54 غرام. 16 ملم. دار السك: (دلهي). رقم #185.

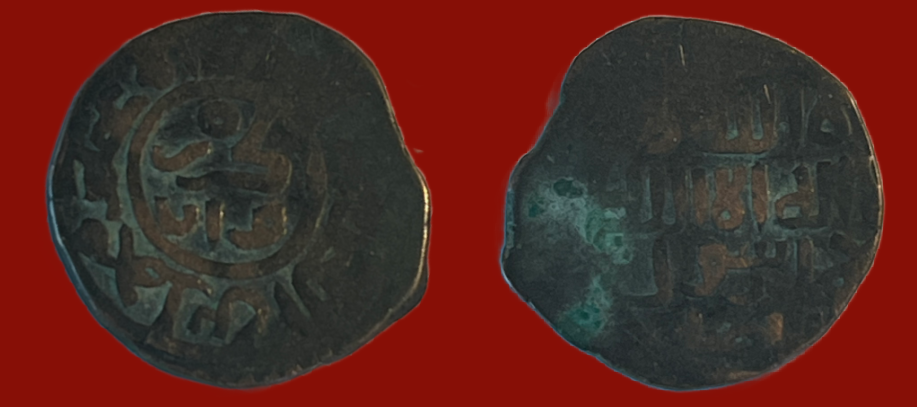
خوارزمشاه. علاء الدين محمد 1200-20. الوجه. كورزوان [داخل الدائرة]. السلطان الأعظم محمد بن السلطان القس الله / لا إله إلا الله / محمد رسول / الناصر. بيلون 2.09 غرام. 12 ملم. دار السك: كورزوان. رقم #246.

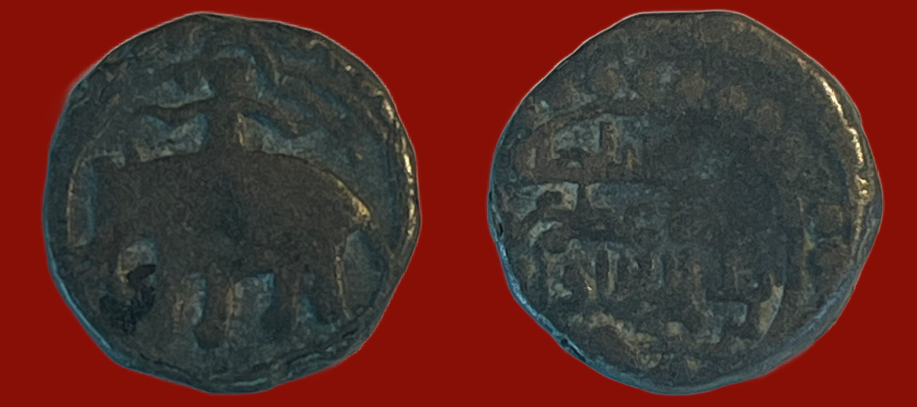
الغوريون الغوريون. محمود 1206-10. الوجه: فيل مع راكب يحمل هراوة محاطة بالكريات. العكس: السلطان / الأعظم غياث / الدنيا والدين/ أبو الفتح محمود/ بن محمد. النحاس 2.78 غرام. 14 ملم. دار السك: (شفرقان؟) تاي رقم 148.1

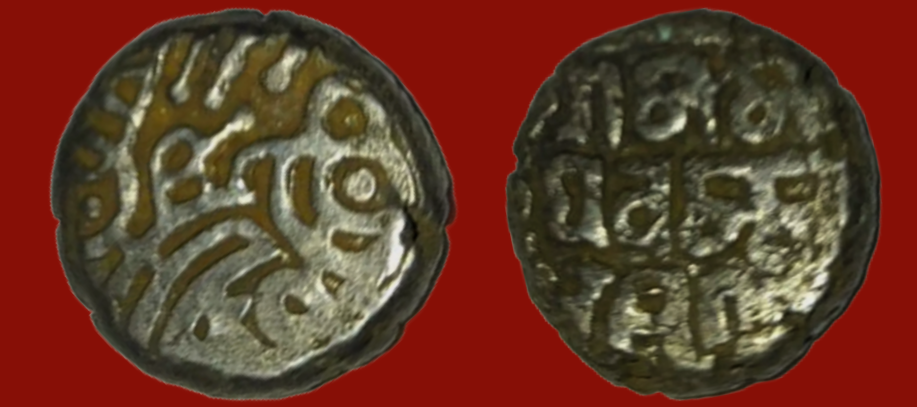
راجاس ناروار. مالايا فارما ديفا. 1223-33. الوجه: الفارس. العكس: سري مان-ما/لايا فاما/ديفا [التاريخ]. بيلون. 3.5 غرام. دار السك: (ناروار). تاي #56.

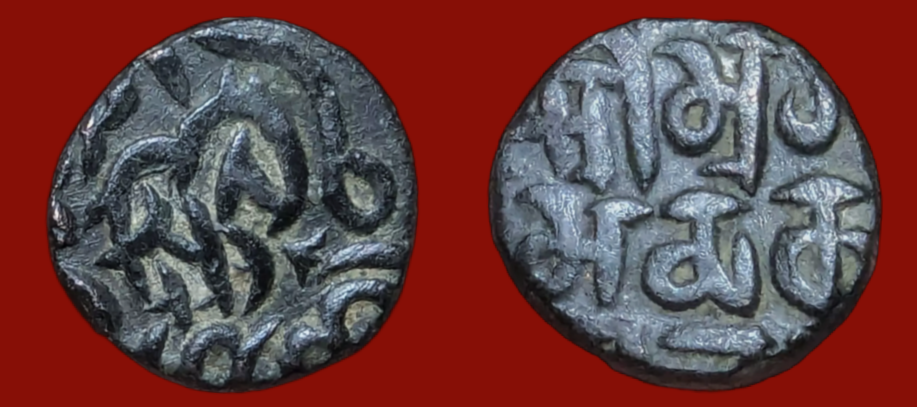
قارلوغ السند. ناصر الدين محمد بن حسن قرلوغ. المنشور رقم 1249. الوجه: حصان. ناصر الدنيا والدين. العكس: [ناغاري] سري مها/مادا كا/رالوكا. بيلون. 3.5 غرام. رقم #347.

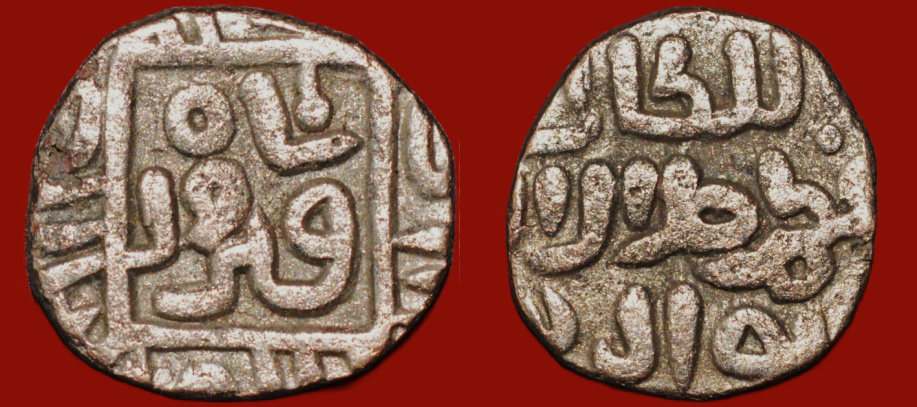
سلطنة دلهي. جلال الدين فيروز الثاني (1290-96). الوجه. فيروز شاه [ناغاري] سريه سولاتا جالودي. العكس: السلطان الأعظم جلال أود دو/نيا وأودي ن. بيلون 3.65 غرام. 16 ملم. رقم الصنف 414.

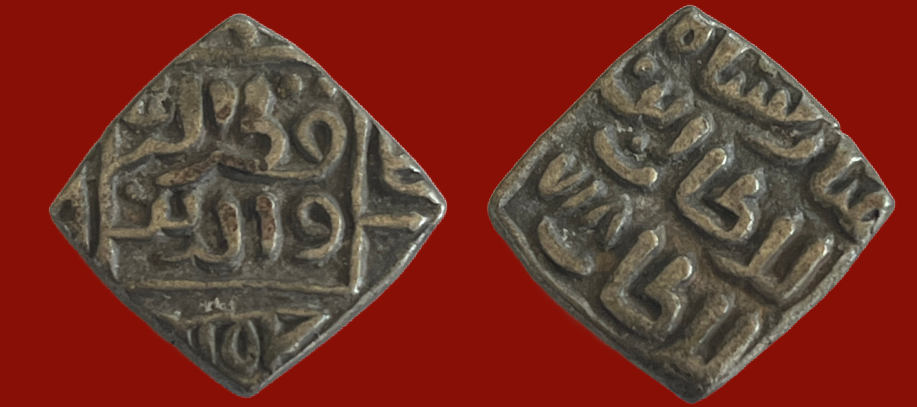
سلطنة دلهي. قطب الدين مبارك شاه 1318 م. يا: قطب الدنيا والدين أبو المظفر خليفة الله ر: مبارك شاه السلطان بن السلطان 718 هـ. بيلون 3.57 غرام. 15×15 ملم. رقم الصنف 422.2.

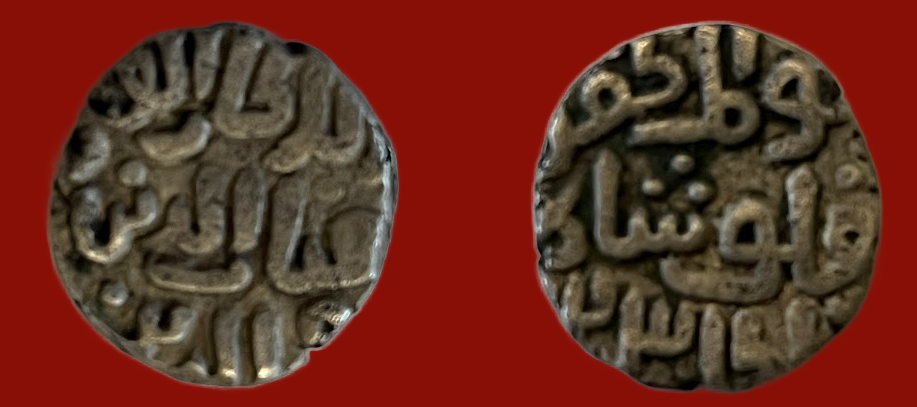
سلطنة دلهي. غياث الدين تغلوق 1320-25. O: السلطان الغازي غياث الدنيا والدين. رد: أبو المظفر تغلق شاه السلطان. بيلون 3.48 غرام. 16 ملم. رقم الصنف 437.

سيطرت أنواع العُملات الكوشانية الساسانية المضروبة وفقًا لمعايير الوزن الفارسية على التداول الهندي في العصور الوسطى بعد سقوط إمبراطورية جوبتا في القرن السادس. نظام الوزن الهندوسي القديم، الذي يعود تاريخه إلى موهينجو دارو، يعتمد على الراتي، وهي بذور سامة حمراء زاهية من نبات أبروس بريكاتوريوس. يبدو أن نظام الوزن هذا قد انقرض، على الأقل فيما يتصل بالعملة. بعد أن أسس كالار سلالة شاهي الهندوسية (حوالي 843) في أفغانستان الحالية مع الخلفاء المسلمين على الحدود، يبدو أن الجيتال أعاد إحياء نظام الوزن القديم عند 3.4 غرام، وهو نفس الوزن الذي استخدم آخر مرة كدارانا ماوريا قبل ألف عام كوزن كارشابانا الفضية المثقوبة. يرى إيرينغتون أنه من غير المعقول أن يعود الشاهي إلى نظام وزن الكارشابانا بعد ألف عام، لكن إذا استمر استخدام 100 بذرة راتي (11 غرامًا) كمعيار وزن لأي سلعة، فإن ثلث هذه الوحدة، أو 3.333 غرامًا، هو الأساس الأكثر منطقية للوزن القياسي للجيتال.
تتمتع تماثيل الثيران والفرسان في شاهي المبكرة بوزن ثابت ومحتوى عالٍ من الفضة على مدى مئات السنين مما يدل على اقتصاد سليم وقوة سياسية مستقرة. بحلول عام 1000 ميلادي تقريبًا، فقد الشاهيون بعضًا من أراضيهم وانخفض وزن مناجم الفضة وعتاد الثيران والفرسان إلى حوالي 3.2 غرام. غالبًا ما يُعزى انخفاض محتوى الفضة إلى نقص السبائك، وتشير أدلة أخرى إلى أن الاكتناز من قِبل النخب بدافع الجشع قصير النظر أو المحاولات المتعمدة للتلاعب بالاقتصاد هي تفسيرات محتملة. يتكهن جورون (2001) خلال عهد سلطنة دلهي، احتفظ بسبائك الفضة في الخزانة بينما استُخدم المليارات، وإلى حد أقل النحاس، بشكل أساسي في العُملات المتداولة. في القرن الثاني عشر، سيطرت دار سك العملة الغزنوية في لاهور ودار سك العملة توماراس في دلهي على إنتاج الجيتال. حافظ حكام دلهي الهندوس، تحت حكم تسع سلطات مختلفة من بيتين حاكمين (توماراس، ثم تشوهان)، على ثبات الوزن، محتوى المعدن، وأنواع التصميم إلى حد كبير. على النقيض من ذلك، خفض الغزنويون، القوة الاستعمارية المحتلة من عام 962 إلى عام 1186، قيمة عملاتهم المعدنية بشكل كبير مما أدى في النهاية إلى ظهور عُملات "المليار الأسود".
ظل معيار وزن العُملة المعدنية للشاهي قائماً مع اختلاف طفيف، على الرغم من القيود المفروضة، لمدة 400 عام أخرى في الفترة الاستعمارية للحكم البريطاني. أثر غزو الجيوش المغولية في أوائل القرن الثالث عشر على أنظمة وزن العُملات المعدنية. تظهر العملات المعدنية التي ضربتها الإمبراطورية الخوارزمية في عهد علاء الدين محمد (1200-1220 م) والعملات التي أصدرها جنكيز خان على أساس المثقال، وحدة الوزن الفضية القياسية الفارسية التي تبلغ 4.32 غرام. أظهرت مجموعة من الجيتال المغولية عدم وجود وزن قياسي، يتراوح من 2.6 إلى 6.2 غرام. يشير تاي إلى أن تغيير وزن العُملة ربما كان استراتيجية متعمدة لزعزعة استقرار الأسواق بهدف تقليص أعداد الفلاحين إلى مستويات الكفاف، ودفعهم إلى العبودية. لا يزال بإمكان النخبة إجراء مدفوعات كبيرة بالعملة المعدنية عن طريق وزنها باستخدام المقاييس، هو خيار غير متاح للفلاحين الذين يقومون بعمليات شراء صغيرة، مما يدفعهم إلى أيدي الوسطاء. تتميز العُملات المعدنية الصادرة بعد العصر الغزنوي من قِبل الغوريين، تاج الدين يلدز، وشاه خوارزم بـ"سبائكها الرهيبة" ومحتواها العالي من الرصاص (لاحظ تلوين محمد بن سام جيتال على اليسار). عندما استولت الجيوش الغوريدية على دلهي والبنغال في نهاية القرن الثاني عشر، انشأوا التانكا الفضية يبلغ وزنها حوالي 10.5 غرام. استمر إصدار نسخ من الجيتال تحمل صورة الثور والفارس كعملة فرعية، بعد أن زاد وزنها إلى حوالي ثلث التانكا عند 3.6 غرام. إن أنظمة الوزن المتعارضة بين الهندوس والمسلمين، واستخدام البيليون (السبيكة) بدرجات متفاوتة من محتوى الفضة، النحاس، أو المعادن الأساسية الخام، ومحاولات التلاعب بالسلوك الاقتصادي، أدت إلى تغيير محتوى المعادن، وزن، وقيمة الجيتال طوال معظم فترة تداوله.
حققت سلطنة دلهي درجة من الاستقرار من خلال نظام العُملة الثلاثي المعادن ونسبة العملات الفضية إلى الذهبية استمرت لفترة طويلة وهي 10:1. أسس التوميش الجيتال كعملة معدنية بقيمة مليار تحتوي على 3.90 حبة أو 2 راتيس من الفضة. كان التانكا تولة واحدة، ثم 96 حبة من الفضة، عند تقسيمها على 2، تتكون من 48 جيتال. احتوت تانكات بلبان المليار على 4.5 حبة من الفضة وقيمتها جيتالين. قَدم بالبان عُملات مليار ثنائية اللغة، وهي الممارسة التي استمر بها خلفاؤه. أصدر 40 عملة راتي نحاسية نقية، أربعة منها تشكل جيتال. أصدرت كايكوباد عُملة معدنية بقيمة مليار تحتوي على 8 حبات من الفضة بقيمة 3 جيتال. أصدر علاء الدين الخلجي أعدادًا كبيرة من العُملات الذهبية والفضية بعد ضمه للدكن بما في ذلك جيتال من 25٪ فضة. أصدر قطب الدين مبارك شاه عملات معدنية مربعة ذات محتوى فضي متفاوت. أوقف غياث الدين تغلق سك العملات الثنائية في عام 1321م. أصدر محمد تغلق مليارات العُملات المعدنية بنفس محتوى الفضة الموجودة في عملات علاء الدين الخلجي. وأصدر بعد ذلك عملة معدنية بقيمة مليار تحتوي على 22.71 حبة من الفضة، ما يُعادل عملة معدنية بقيمة 8 جيتال تُعرف باسم هاشتاجاني. في عام 1326 أصدر محمد تغلق تانكا بقيمة 80 راتي مليار تحتوي على 44.78 حبة من الفضة وقيمتها 16 جيتال. وفقًا لعفيف في كتابه تأريخ فيروز شاهي (1357)، أصدر فيروز شاه تغلق تانكات فضية من فئات مختلفة تعادل 48 جيتال، 25 جيتال، 24 جيتال، 12 جيتال، 10 جيتال، 8 جيتال، 6 جيتال، و1 جيتال.
استقرت العملة بشكل دائم عندما ألغى شير شاه سوري استخدام المعادن المختلطة وقَدم الروبية المكونة من 100 راتي (11.40 غرامًا) من الفضة النقية بنسبة 96٪. نظم الإمبراطور المغولي أكبر الأوزان والعملة على النحو التالي.
| فئة   | معدن               | قيمة                    | وزن                                              |
| ----- | ------------------ | ----------------------- | ------------------------------------------------ |
| جيتال | النحاس (مثال واحد) | 1/25 دام / 1/1000 روبية | .838 غرام                                        |
| دامري | نحاس               | 1/8 سد                  | 2.62 غرام                                        |
| دام   | نحاس               | 1/40 روبية              | 1.8 تولة / 20.96 غرام                            |
| روبية | فضي                | 40 دام                  | 176 حبة من الفضة الترويقية / 1 تولة / 11.66 غرام |
| موهور | ذهب                | 9-10 روبية              | 170-175 حبة                                      |

تساوي القوة الشرائية للروبية سعر الفضة في سوق السبائك والروبية هي العطاء القانوني الوحيد والمال الحسابي الذي يُعبر من خلاله عن جميع الأسعار الأخرى. وهكذا، على الرغم من أن الروبية ذات قيمة ثابتة، إلا أن قوتها الشرائية كانت تتقلب. يشير الرسم البياني أعلاه إلى القيمة التقريبية للفئات الأخرى بالنسبة للروبية ولكن لم يكن هناك سعر صرف ثابت. كما استخدمت عملات الدام والروبية كأوزان. استمرت وحدة قياس الكتلة التي تزن 11.66 غرامًا في الاستخدام، ثم اعتمادها كمعيار في ظل الحكم البريطاني، وبينما استبدلت بوحدات مترية في عام 1956، لا تزال قيد الاستخدام الحالي في أسواق السبائك وفي قياس تشاراس الحشيش.

## الجهات المصدرة للجيتال
تعتمد القائمة التالية للجهات المصدرة وأرقام الكتالوج على كتاب روبرت ومونيكا تاي "جيتالز" لعام 1995: كتالوج وحساب لفئة العملات المعدنية المستخدمة يوميًا في أفغانستان في العصور الوسطى وشمال غرب الهند. استكملت القائمة بإضافات من الكتالوجات اللاحقة بما في ذلك قائمة ستيفن ألبوم للعملات الإسلامية (2011) وعملات مايكل ميتشنر وتاريخ جنوب الهند: الجزء الأول كارناتاكا- أندرا (1998). أرقام الكتالوج الخاصة بكل كتالوج هي Tye وAI وMSI.